# Будкевич, Иван Андрианович
Ива́н Андриа́нович Будке́вич (1840—1914) — русский военный деятель, генерал-лейтенант артиллерии (1898).

## Биография
Родился 29 августа 1840 года[по какому календарю?]. В службу вступил в 1859 году после окончания Владимирского Киевского кадетского корпуса. В 1860 году после окончания Константиновского кадетского корпуса произведён в поручики и выпущен во 2-й гренадёрский стрелковый батальон. В 1862 году после окончания Михайловской артиллерийской академии по 1-му разряду произведён в штабс-капитаны и переименован в подпоручики гвардейской артиллерии.
С 1864 года назначен ротным командиром Технического артиллерийского училища. С 1866 года назначен заведующим отделением артиллерийских мастерских. В 1867 году произведён в поручики гвардии. С 1869 года помощник начальника артиллерийских мастерских. В 1870 году произведён в штабс-капитаны гвардии. С 1872 года начальник артиллерийских мастерских, переименованных в Петербургский орудийный завод. В 1874 году произведён в капитаны гвардии.
В 1878 году произведён в полковники гвардии с назначением совещательным членом Артиллерийского комитета Главного артиллерийского управления. С 1886 года состоял совещательным членом от ГАУ в правлении Обуховского и Ижевского оружейных заводов. В 1888 году произведён в генерал-майоры. В 1898 году произведён в генерал-лейтенанты.

## Награды
Был награждён орденами:
- Орден Святого Станислава 1-й степени (1892)
- Орден Святой Анны 1-й степени (1896)
- Орден Святого Владимира 2-й степени (1903)
- Орден Белого орла (1908)
- Орден Святого Александра Невского (1910)